# 孟子鸟属
孟子鸟属（学名：Mengciusornis）是种已灭绝的真鸟类动物，生存于早白垩世的中国。该属包含模式种有齿孟子鸟（M. denatus），遗骸发现于热河群。它与亲缘关系较近的叉尾鸟属一起组成了叉尾鸟科。

## 形态
有齿孟子鸟的化石来自于一个被命名为IVPP V26275的标本，其骨骼保存完好，还带有残羽。与没有牙齿的叉尾鸟属不同，有齿孟子鸟的前上颌骨上有大而弯曲的牙齿，类似于远亲长翼鸟属的牙齿。

## 命名
有齿孟子鸟的属名是为了纪念中国哲学家孟子，而种名则是拉丁语，意为“有牙齿的”。